# Chantel Clifton-Parks
Chantel Clifton-Parks (* 1966 oder 1967) ist eine ehemalige südafrikanische Squashspielerin.

## Karriere
Chantel Clifton-Parks spielte ab Anfang der 1990er-Jahre auf der WSA World Tour. Mit der südafrikanischen Nationalmannschaft nahm sie 1992, 1994 und 1996 an der Weltmeisterschaft teil. Sowohl 1992, 1993 als auch 1994 stand sie im Hauptfeld der Weltmeisterschaft im Einzel und erzielte 1994 ihr bestes Resultat mit dem Einzug in die zweite Runde, in der sie gegen Sue Wright ausschied. Sie wurde 1995 südafrikanische Meisterin. Ihre Schwester Angelique Clifton-Parks war ebenfalls Squashspielerin.

## Erfolge
- Südafrikanische Meisterin: 1995